# Bahnhof Aurich
Der Bahnhof Aurich ist ein ehemaliger Bahnhof in der niedersächsischen Stadt Aurich in Ostfriesland. Inzwischen ist er umgebaut und einer neuen Nutzung zugeführt worden. Das Bahnhofsgebäude steht unter Denkmalschutz.

## Geschichte
1883 wurde der Auricher Bahnhof an der Bahnstrecke nach Emden eingeweiht. Am 14. Juni 1883 fand in Norden die feierliche Eröffnung der Küstenbahn Emden–Wittmund statt, zu der die Bahnstrecke nach Abelitz bahntechnisch als Zweigbahn gehörte.
Im September 1967 wurde der Personenverkehr nach Aurich eingestellt.
In den 1990er Jahren wurden die Gleisanlagen des ehemaligen Kopfbahnhofes demontiert. In diesem Zusammenhang wurde auch der seinerzeit einzige mit Schranken und Lichtzeichen technisch gesicherte Bahnübergang auf der Strecke („Wallster Weg“) aufgehoben. Seither endet die Strecke unmittelbar vor dem ehemaligen Bahnübergang. Auf dem ehemaligen Gleisfeld des Auricher Bahnhofes befinden sich heute eine Mehrzweckhalle („Sparkassen-Arena“) sowie ein Freigelände, welches als Parkplatz und Veranstaltungsort der Auricher Rummelplätze dient.

## Heutiger Zustand
Seit 1995 ist der Bahnhof Unterrichtsgebäude des benachbarten Auricher Gymnasiums Ulricianum. In den Räumen des Bahnhofs findet Musikunterricht statt.
Der ehemalige Güterschuppen wird jetzt ebenfalls für den Musikunterricht des Ulricianums, für Konzerte und für Veranstaltungen genutzt. Vormittags dient er meistens den Proben von Bläserklassen; außerdem dient er als Veranstaltungsraum für etwa 200 Personen.